# Story (revistă)
Story este o revistă bilunară despre celebrități din România, lansată în noiembrie 2006 de trustul Sanoma Hearst România.
Din aprilie 2009, revista a trecut de la apariție săptămânală la periodicitate bilunară.
În ultimul trimestru al anului 2008, revista Story avea vânzări de 16.800 de exemplare la fiecare apariție săptămânală.
Story este un titlu internațional care apare Olanda, Cehia, Ungaria, Croația, Serbia, Bulgaria și România.
Revista a apărut pentru prima oară în 1974, în Olanda, fiind prima revistă de gen.
În România, Story s-a lansat în aprilie 2002 urmând formatul Story din Ungaria.
Din 27 noiembrie 2006, revista s-a relansat, ca revistă săptămânală despre vedete în format semi-glossy.